# Oberhoffen-sur-Moder
Pour les articles homonymes, voir Oberhoffen.
Oberhoffen-sur-Moder est une commune française située dans la circonscription administrative du Bas-Rhin et, depuis le 1er janvier 2021, dans le territoire de la Collectivité européenne d'Alsace, en région Grand Est.
Cette commune se trouve dans la région historique et culturelle d'Alsace.

## Géographie

### Localisation
Le ban d'Oberhoffen est délimité au nord par l'ancienne voie romaine Brumath - Seltz ; il suit ensuite de l'ouest au sud le cours de la Moder jusqu'à Rohrwiller et de là se trace une ligne parallèle à la voie romaine jusqu'aux limites de Schirrhein pour ensuite rejoindre à nouveau cette ancienne voie.
Ce même ban se compose de deux niveaux, composés par la terrasse sablonneuse du cône de déjection de la Moder et la basse terrasse du Rhin.

### Communes limitrophes
| Haguenau    |                      | Schirrhein |
| Kaltenhouse | Oberhoffen-sur-Moder | Drusenheim |
| Bischwiller | Rohrwiller           |            |

### Hydrographie

#### Réseau hydrographique
La commune est dans le bassin versant du Rhin au sein du bassin Rhin-Meuse. Elle est drainée par la Moder et le ruisseau le Fallgraben,.
La Moder, d'une longueur de 82 km, prend sa source dans la commune de Zittersheim et se jette  dans le Rhin en rive gauche à Beinheim, après avoir traversé 29 communes. 
Le Fallgraben, d'une longueur de 14 km, prend sa source dans la commune  et se jette  dans l'Eberbach à Soufflenheim, après avoir traversé cinq communes. 

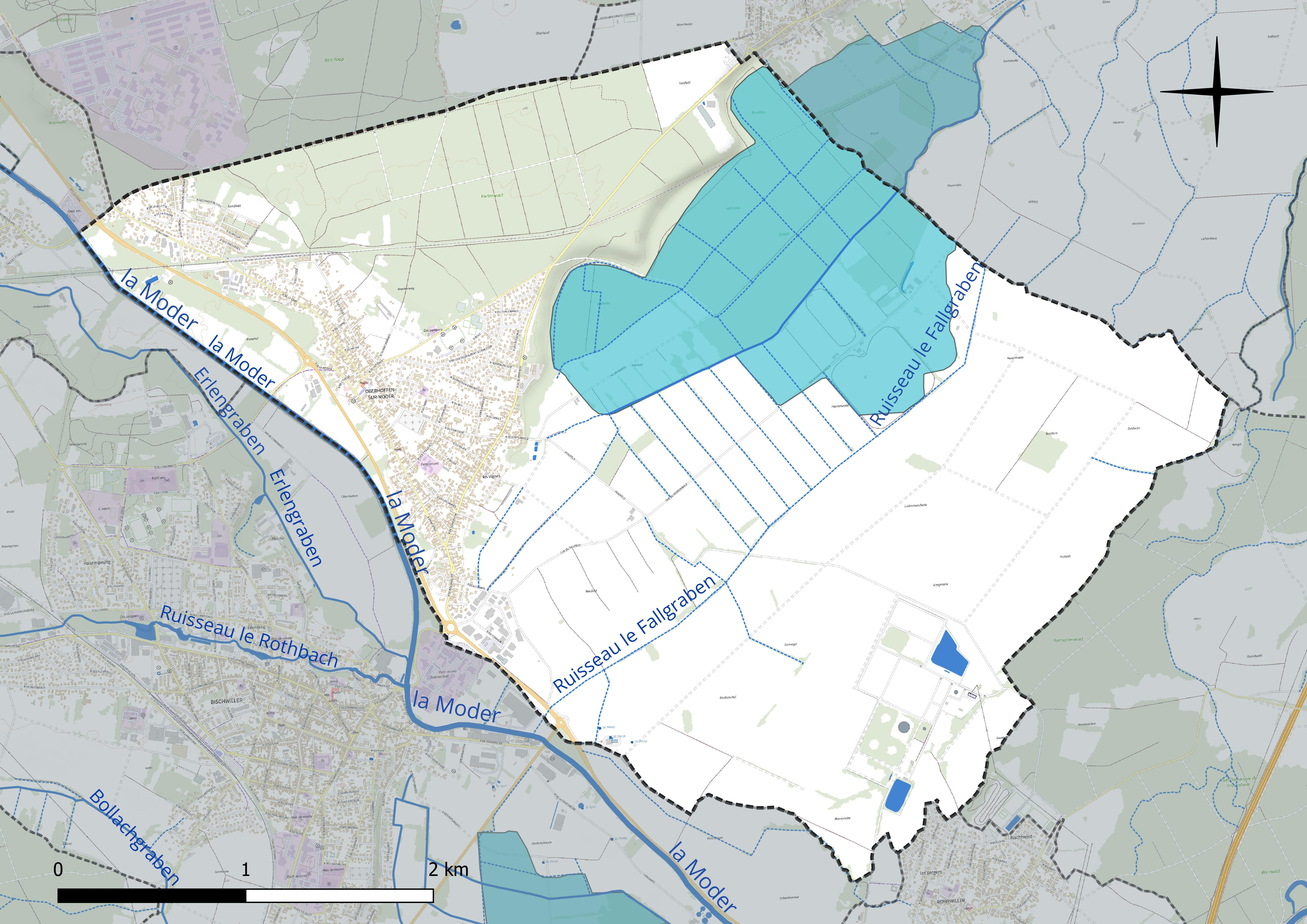
Réseau hydrographique d'Oberhoffen-sur-Moder.

#### Gestion et qualité des eaux
Le territoire communal est couvert par le schéma d'aménagement et de gestion des eaux (SAGE) « Ill Nappe Rhin ». Ce document de planification concerne la nappe phréatique rhénane, les cours d'eau de la plaine d'Alsace et du piémont oriental du Sundgau, les canaux situés entre l'Ill et le Rhin et les zones humides de la plaine d'Alsace. Le périmètre s’étend sur 3 596 km2. Il a été approuvé le 17 janvier 2005. La structure porteuse de l'élaboration et de la mise en œuvre est la région Grand Est. 
La qualité des cours d’eau peut être consultée sur un site dédié géré par les agences de l’eau et l’Agence française pour la biodiversité. 

### Climat
Pour des articles plus généraux, voir Climat du Grand Est et Climat du Bas-Rhin.
En 2010, le climat de la commune est de type climat des marges montargnardes, selon une étude du Centre national de la recherche scientifique s'appuyant sur une série de données couvrant la période 1971-2000. En 2020, Météo-France publie une typologie des climats de la France métropolitaine dans laquelle la commune est exposée à un climat semi-continental et est dans la région climatique  Alsace, caractérisée par une pluviométrie faible, particulièrement en automne et en hiver, un été chaud et bien ensoleillé, une humidité de l’air basse au printemps et en été, des vents faibles et des brouillards fréquents en automne (25 à 30 jours). 
Pour la période 1971-2000, la température annuelle moyenne est de 10,7 °C, avec une amplitude thermique annuelle de 18 °C. Le cumul annuel moyen de précipitations est de 773 mm, avec 10,3 jours de précipitations en janvier et 10,1 jours en juillet. Pour la période 1991-2020, la température moyenne annuelle observée sur la station météorologique de Météo-France la plus proche, « Waltenheim-sur-zorn », sur la commune de Waltenheim-sur-Zorn à 18 km à vol d'oiseau, est de 11,3 °C et le cumul annuel moyen de précipitations est de 652,2 mm. 
La température maximale relevée sur cette station est de 38 °C, atteinte le 7 août 2015 ; la température minimale est de −14,9 °C, atteinte le 20 décembre 2009,,. 
Les paramètres climatiques de la commune ont été estimés pour le milieu du siècle (2041-2070) selon différents scénarios d'émission de gaz à effet de serre à partir des nouvelles projections climatiques de référence DRIAS-2020. Ils sont consultables sur un site dédié publié par Météo-France en novembre 2022.

## Urbanisme

### Typologie
Au 1er janvier 2024, Oberhoffen-sur-Moder est catégorisée ceinture urbaine, selon la nouvelle grille communale de densité à sept niveaux définie par l'Insee en 2022.
Elle appartient à l'unité urbaine de Haguenau, une agglomération intra-départementale regroupant six  communes, dont elle est une commune de la banlieue,,. Par ailleurs la commune fait partie de l'aire d'attraction de Haguenau, dont elle est une commune de la couronne,. Cette aire, qui regroupe 34 communes, est catégorisée dans les aires de 50 000 à moins de 200 000 habitants,.

### Occupation des sols
L'occupation des sols de la commune, telle qu'elle ressort de la base de données européenne d’occupation biophysique des sols Corine Land Cover (CLC), est marquée par l'importance des territoires agricoles (61,9 % en 2018), en diminution par rapport à 1990 (64,5 %). La répartition détaillée en 2018 est la suivante : terres arables (57,8 %), forêts (23,6 %), zones urbanisées (11,1 %), zones agricoles hétérogènes (4,1 %), zones industrielles ou commerciales et réseaux de communication (3,5 %). L'évolution de l’occupation des sols de la commune et de ses infrastructures peut être observée sur les différentes représentations cartographiques du territoire : la carte de Cassini (XVIIIe siècle), la carte d'état-major (1820-1866) et les cartes ou photos aériennes de l'IGN pour la période actuelle (1950 à aujourd'hui).

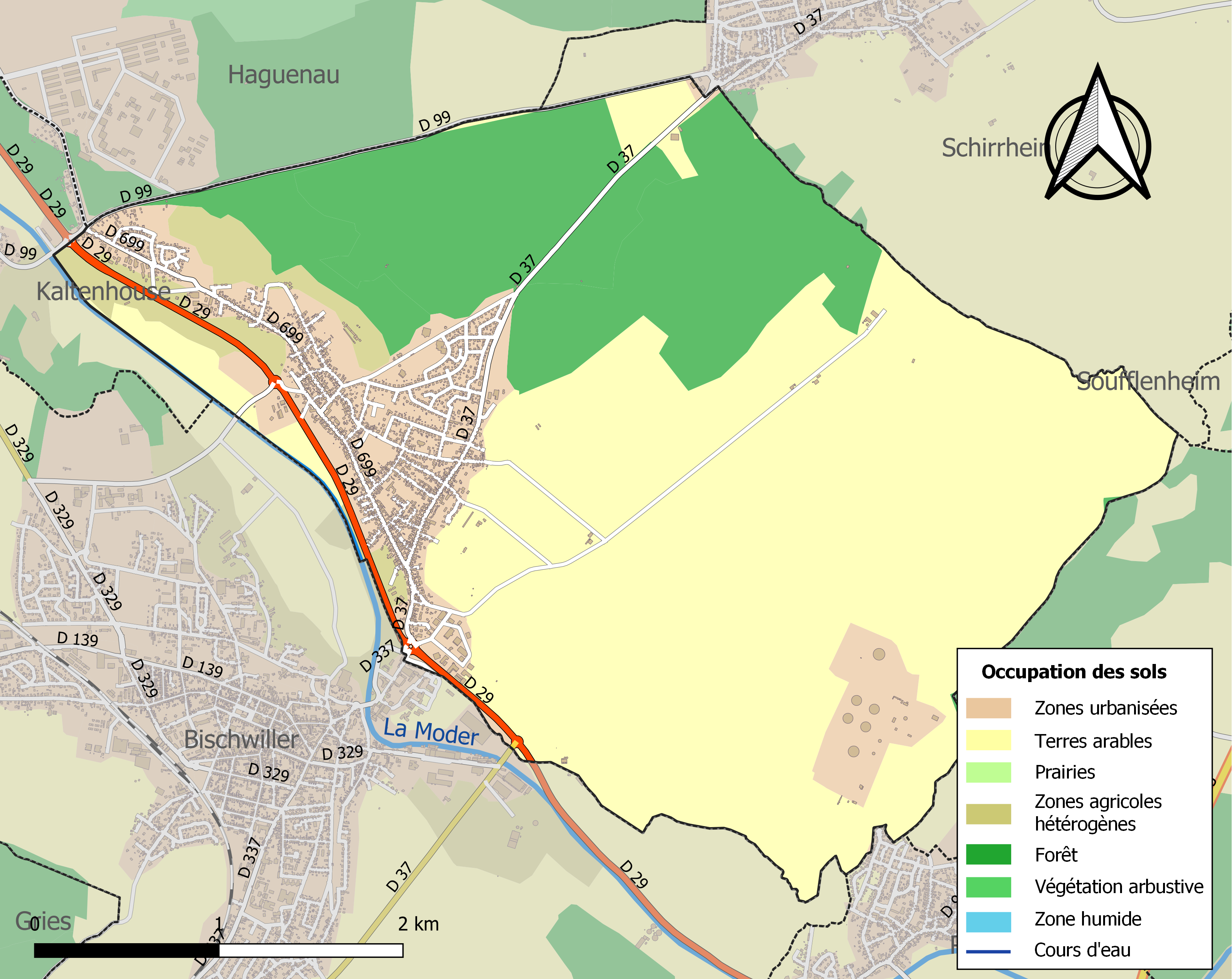
Carte des infrastructures et de l'occupation des sols de la commune en 2018 (CLC).

## Histoire
(juin 2009).
Si vous disposez d'ouvrages ou d'articles de référence ou si vous connaissez des sites web de qualité traitant du thème abordé ici, merci de compléter l'article en donnant les références utiles à sa vérifiabilité et en les liant à la section « Notes et références ».
L'hôpital de Haguenau a des terres à Oberhoffen-sur-Moder en 1207. Mais son histoire est beaucoup plus ancienne, comme le démontre la découverte de haches en pierre conservées au musée de Haguenau. D'après M. Hatt et Zumstein, il existait un campement de nomades de l'âge du bronze à Oberhoffen-sur-Moder.
À l'époque mérovingienne l'histoire d'Oberhoffen-sur-Moder est très étroitement liée à l'abbaye d'Arnulfsau, située aux confins du ried vers Drusenheim. L'ancien saint de la paroisse, saint Mathieu provient de cette époque. Plus tard Oberhoffen-sur-Moder devient un lieu de pèlerinage dédié à sainte Riedchilde enterrée là avec ses sept enfants. Terre pauvre, les gens y vivent d'élevage grâce aux prairies du ried. La culture du safran permet d'améliorer l'ordinaire. Il semble que la culture de la garance en quantité industrielle du XVIIIe siècle n'ait guère profité au village, mais il allait se rattraper par la suite grâce au pasteur Ehrenpfort qui y introduit la culture du houblon.
En 1836 eut lieu un procès entre les éleveurs d'Oberhoffen-sur-Moder et des propriétaires de Bischwiller à propos de droits de vaine pâture, un vieux conflit d'ailleurs d'où Oberhoffen-sur-Moder sortit victorieux. Oberhoffen-sur-Moder n'est pas cité dans les vieilles chartes de Wissembourg, mais son territoire semble correspondre à la marche de Semheim qui, fait troublant, a ses limites le long de la Moder ; une autre rivière est citée dans la charte, Flad-aha qu'on peut facilement assimiler à la rivière d'origine phréatique le Fallgraben.

## Politique et administration

### Liste des maires
| Période                                  | Période   | Identité                | Étiquette | Qualité |
| ---------------------------------------- | --------- | ----------------------- | --------- | --- |
| Les données manquantes sont à compléter. |           |                         |           | |
| mars 1971                                | mars 2001 | Charles Christmann      |           | Maire honoraire |
| mars 2001                                | mars 2008 | Pierre Schuster         | DVD       | Maire honoraire |
| mars 2008                                | mars 2014 | Frédéric Schott         | SE        | Cadre dirigeant |
| mars 2014                                | mai 2020  | Günter Schumacher       | SE        | Retraité 4e vice-président de la CC de Bischwiller et environs (2014 → 2016) 10e vice-président de la CA de Haguenau (2017 → 2020) |
| mai 2020                                 | En cours  | Cathy Koessler-Herrmann | SE        | |

### Jumelages
La ville d'Oberhoffen-sur-Moder est jumelée avec :
- Jugenheim in Rheinhessen (Allemagne) depuis le 24 mai 1987.

## Population et société

### Démographie
L'évolution du nombre d'habitants est connue à travers les recensements de la population effectués dans la commune depuis 1793. Pour les communes de moins de 10 000 habitants, une enquête de recensement portant sur toute la population est réalisée tous les cinq ans, les populations de référence des années intermédiaires étant quant à elles estimées par interpolation ou extrapolation. Pour la commune, le premier recensement exhaustif entrant dans le cadre du nouveau dispositif a été réalisé en 2007.

En 2022, la commune comptait 3 878 habitants, en évolution de +11,95 % par rapport à 2016 (Bas-Rhin : +3,17 %, France hors Mayotte : +2,11 %).
| 1793 | 1800 | 1806 | 1821 | 1831  | 1836  | 1841  | 1846  | 1851  |
| ---- | ---- | ---- | ---- | ----- | ----- | ----- | ----- | ----- |
| 560  | 578  | 707  | 885  | 1 086 | 1 114 | 1 195 | 1 315 | 1 350 |

| 1856  | 1861  | 1866  | 1871  | 1875  | 1880  | 1885  | 1890  | 1895  |
| ----- | ----- | ----- | ----- | ----- | ----- | ----- | ----- | ----- |
| 1 482 | 1 709 | 1 939 | 1 831 | 1 893 | 1 952 | 2 050 | 2 036 | 2 142 |

| 1900  | 1905  | 1910  | 1921  | 1926  | 1931  | 1936  | 1946  | 1954  |
| ----- | ----- | ----- | ----- | ----- | ----- | ----- | ----- | ----- |
| 2 168 | 2 183 | 2 203 | 2 093 | 2 086 | 2 213 | 2 188 | 1 530 | 1 939 |

| 1962  | 1968  | 1975  | 1982  | 1990  | 1999  | 2006  | 2007  | 2012  |
| ----- | ----- | ----- | ----- | ----- | ----- | ----- | ----- | ----- |
| 2 239 | 2 349 | 2 459 | 2 711 | 2 930 | 2 944 | 3 101 | 3 123 | 3 390 |

| 2017  | 2022  | - | - | - | - | - | - | - |
| ----- | ----- | - | - | - | - | - | - | - |
| 3 486 | 3 878 | - | - | - | - | - | - | - |

### Militaires
- Depuis l'été 2010, le quartier Estienne abrite l'état-major de la brigade de renseignement, le 2e régiment de hussards, le 28e groupe géographique,  et le 54e régiment de transmissions.

### Événements et fêtes à Oberhoffen-sur-Moder
- Le dimanche après le 29 septembre, Saint-Michel : messti du village.

## Culture locale et patrimoine

### Lieux et monuments
- L'église Saint-Michel.

### Galerie

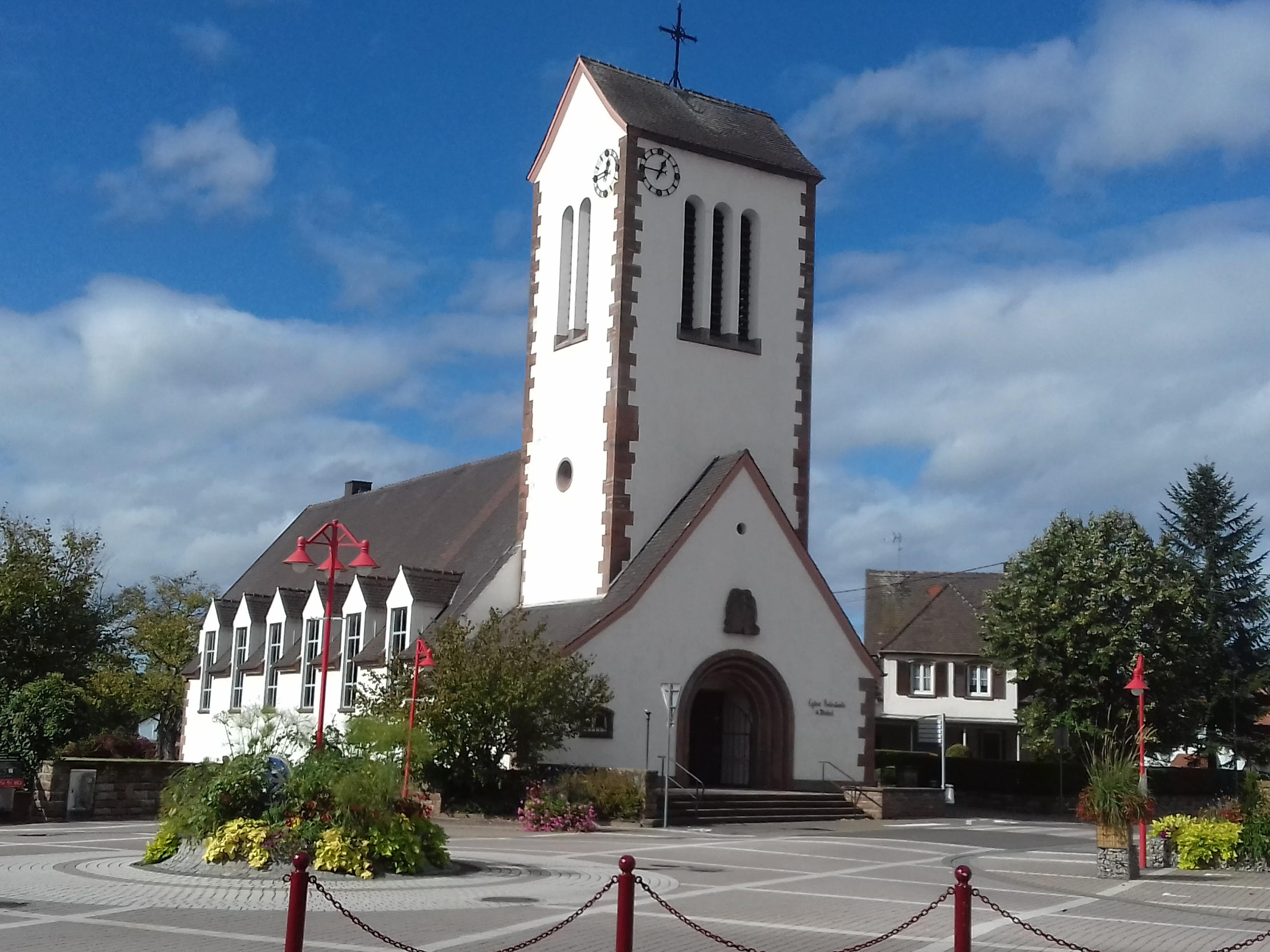
L'église protestante Saint-Michel d'Oberhoffen.
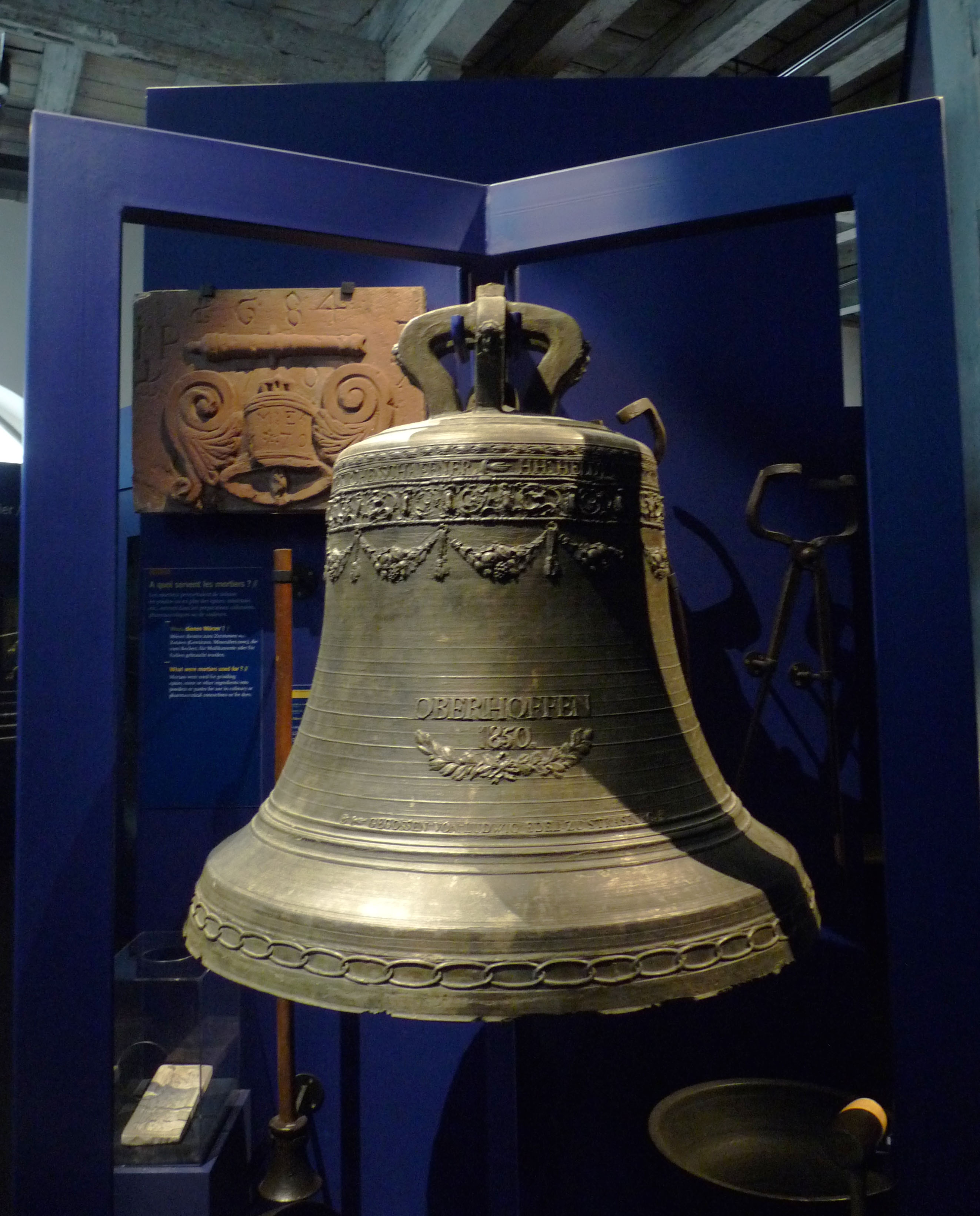
Ancienne cloche du village fondue en 1850 par Jean-Louis Edel (1810-1887), musée historique de Strasbourg.
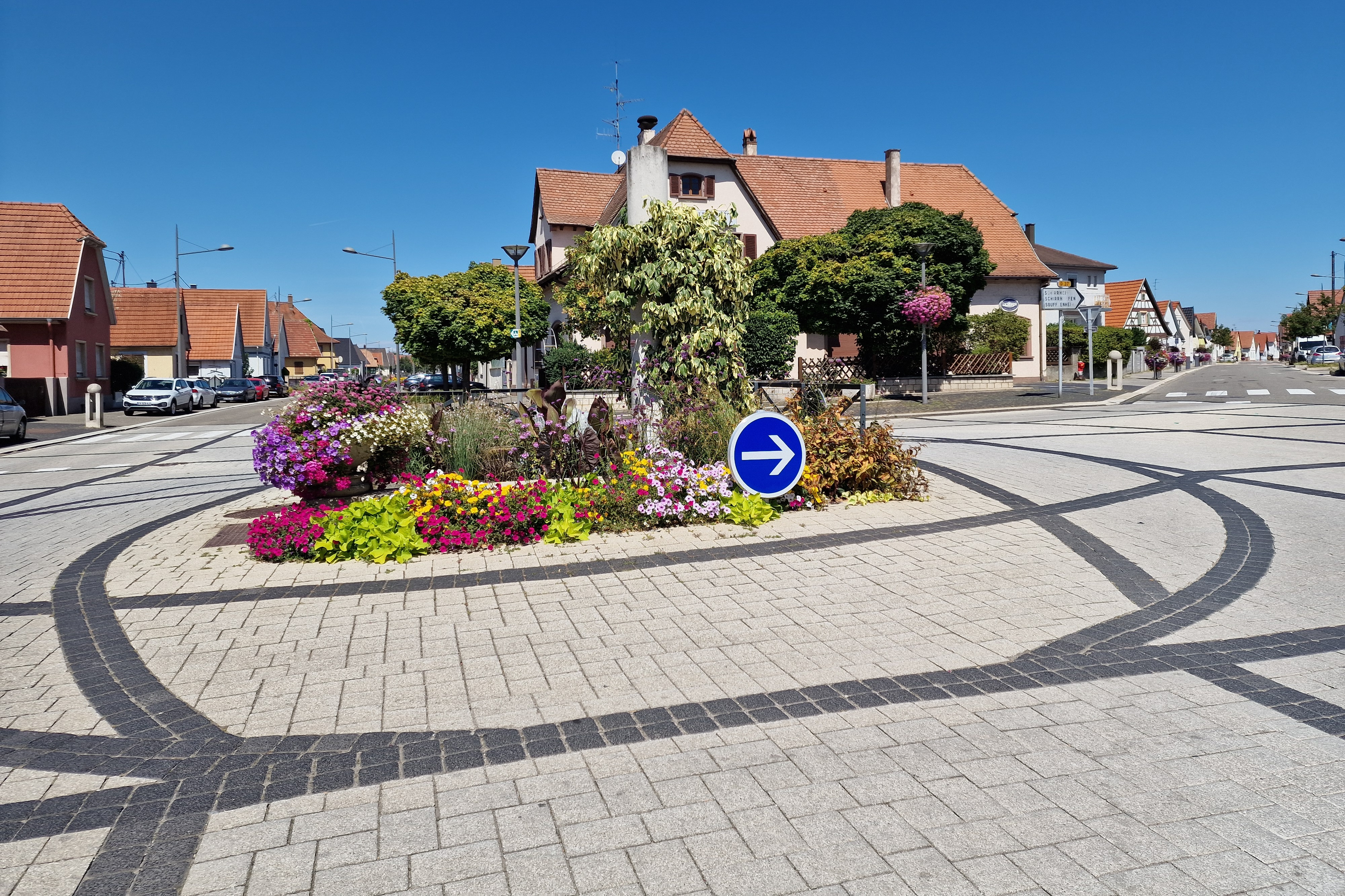
Un rond-point.

### Personnalités liées à la commune
- Sébastien Loeb (1974), 9 fois champion WRC de rallye.
- Didier Meyer, pasteur, médaille d'or de la ville de Menton (2016), citoyen d'honneur de la commune libre du Careï-Menton.
- Charles Miller (homme d'affaires) (en) (1843-1927), maire, général, industriel aux États-Unis, y est né le 15 juin 1843.

### Héraldique
| Blason de Oberhoffen-sur-Moder | Blason  | De gueules à l'éperon d'argent posé en pal, la molette en chef, adextré d'une étoile d'or et senestré d'un croissant tourné du même. |
| Blason de Oberhoffen-sur-Moder | Détails | |